# Regina Stürickow
Regina Stürickow (geboren 1958 in Berlin) ist eine Autorin, die u. a. bekannt ist für »Der Kommissar vom Alexanderplatz« (1998); »Paris mörderisch. Ein kriminalhistorischer Führer mit Straße und Hausnummer« (1999).
Das Studium der Slawistik und Osteuropäischen Geschichte in Berlin und Paris schloss sie mit der Promotion ab. Außerdem arbeitete sie in der Redaktion des SFB und verfasste Beiträge für die historische Zeitschrift Damals.
Bei Recherchen in den 1990er-Jahren stieß sie in alten Akten auf den fast vergessenen Kommissar Ernst Gennat und machte ihn in den folgenden Jahren mit mehreren Publikationen wieder bekannt.
Die Autorin lebt in Berlin und Paris.

## Werke (Auswahl)
- Der Kurfürstendamm : Gesichter einer Strasse. Arani, Berlin 1995, ISBN 978-3-7605-8658-8.
- Der Kommissar vom Alexanderplatz. Das Neue Berlin, Berlin 1998, ISBN 978-3-360-00853-4.
- Paris mörderisch : ein kriminalistischer Führer mit Straße und Hausnummer. Das Neue Berlin, Berlin 1999, ISBN 978-3-360-00900-5.
- Habgier : Krimi. Berlin-Krimi-Verl., Berlin 2003, ISBN 978-3-89809-025-4.
- Mörderische Metropole Berlin : Kriminalfälle 1914 bis 1933. Militzke, Leipzig 2004, ISBN 978-3-86189-708-8.
- Kriminalfälle im Dritten Reich : mörderische Metropole Berlin. Militzke, Leipzig 2005, ISBN 978-3-86189-741-5.
- Kommissar Gennat ermittelt : die Erfindung der Mordinspektion. Elsengold, Berlin 2016, ISBN 978-3-944594-56-9.
- Pistolen-Franz & Muskel-Adolf : Ringvereine und organisiertes Verbrechen in Berlin. 1920-1960. Elsengold, Berlin 2019, ISBN 978-3-96201-001-0.
- Morde im braunen Berlin : eine Kriminalitätsgeschichte 1933-1945. Elsengold, Berlin 2019, ISBN 978-3-96201-029-4.
- "Der Insulaner verliert die Ruhe nicht" : Berlins legendäres Kabarett der Nachkriegszeit. Elsengold, Berlin 2022, ISBN 978-3-96201-116-1.